# Pedro Groot
Pedro Groot de Vargas Machuca y Alea Gumuzio (Santafé, 1755-Bogotá, 1821) fue un abogado, militar y político colombiano.  
Groot ocupó provicionalmente la presidencia de las Provincias Unidas de la Nueva Granada, por un día, mientras Antonio Nariño estaba ausente.

## Biografía

### Carrera profesional
Colegial de San Bartolomé en 1770 y bachiller de leyes de Santo Tomás. Ejerció en el gobierno colonial como abogado de la Real Audiencia en 1780, abogado defensor de pobres, asesor de procurador, síndico general, alcalde ordinario de Santafé en 1782, Regidor Fiel Ejecutor del Cabildo en 1784, Tesorero Oficial Real (1787) y Contador (1788) de las Cajas de Popayán, procurador general y Tesorero Real de Santafé de 1795 al 20 de julio de 1810.

### Trayectoria político-militar
En 1799 recibió el grado de Capitán de Milicias de Santafé y fue decidido colaborador de la conformación del Escuadrón de Milicias de Santafé en la revolución del 20 de julio, día en el que firmó el Acta de Independencia e integró la Junta Suprema de Gobierno conformada al día siguiente en la sección de hacienda, junto a José Martín París, Miguel de Pombo y Luis Eduardo de Azuola. 
Fue miembro del Colegio Electoral Constituyente del Estado de Cundinamarca conformado en marzo de 1811, encargado de expedir la primera Constitución Política y elegir un gobierno de tres años que quedó en cabeza de Jorge Tadeo Lozano. 
Respaldó la destitución del Presidente en septiembre siguiente y la imposición del general Antonio Nariño, del que fue partidario al ser primo hermano de su mujer. También fue representante al Congreso de las Provincias Unidas, que dio lugar al primer proyecto de república, denominado Provincias Unidas de la Nueva Granada, de la cual asumió como presidente temporal el 23 de diciembre de 1811, un día antes de la elección del general Nariño como presidente interino.
Groot presidió el Congreso en 1813 y 1814, y en 1815 pasó a ser Superintendente Director del Tesoro Público de Cundinamarca, cargo en el que fue acusado se comulgar con la conspiración centralista prevista para el 19 de mayo, recibiendo la condena de destierro a Cartago por parte del Tribunal de Vigilancia. Las tropas españolas al mando del general Morillo lo capturaron en Ibagué en cumplimiento de la sentencia y lo condujeron a Santafé para someterlo al Consejo de Guerra, del cual obtuvo el indulto al simular hallarse sordo y menguado.  

### Últimos años
El 4 de marzo de 1820 otorgó testamento, en el que declaró haber tenido dos hijos que murieron en la infancia, de su matrimonio con María Manuela Montenegro Álvarez, e ingresó a la Orden de Ermitaños de San Agustín. Falleció en su ciudad natal y fue sepultado el 27 de junio de 1821, sobreviviéndole un hijo llamado Ramón.

## Familia
Pedro Groot provenía de una familia española de orígenes neerlandeses por parte de su padre, y vascos por parte de su madre. Sus padres eran el político español José Groot de Vargas y su madre Manuela de Alea y Gumuzio, siendos sus hermanos Primo Groot y Jacobo Groot. Su padre era hijo del ciudadano nacido en Róterdam Jean Cornets de Groot, y su madre era hija del comerciante Lorenzo Alea y Estrada.
De su hermano Primo desciende el escritor José Manuel Groot, cuyo nieto fue el también escritor José María Rivas Groot (hijo del político y escritor Medardo Rivas Mejía).
Groot contrajo matrimonio con María Manuela Montenegro y Álvarez, nieta del político español Manuel de Bernardo Álvarez de Casal, quien a su vez era tío de Antonio Nariño; por consiguiente, Nariño era tío segundo de Manuela, y ésta a su vez era bisnieta de Álvarez. Los Groot fueron padres de Ramón Groot Montenegro.